# Triphenylarsindichlorid
Triphenylarsindichlorid ist eine arsenorganische Verbindung.

## Herstellung
Triphenylarsindichlorid kann durch Reaktion von Triphenylarsinoxid mit Acetylchlorid gewonnen werden, wobei als Nebenprodukt Acetanhydrid entsteht. Auch die Chlorierung von Triphenylarsin mit elementarem Chlor in Tetrachlormethan ist möglich.

## Eigenschaften
Triphenylarsindichlorid  kristallisiert im triklinen Kristallsystem in der Raumgruppe P1 (Raumgruppen-Nr. 2) mit den Gitterparametern a = 9,615 Å; b = 11,752 Å, c = 16,404 Å, α = 94,76 °, β = 103,29 ° und γ = 110,67 °.

## Reaktionen
Durch Reaktion von Triphenylarsindichlorid mit Pentaphenylarsoran entsteht Tetraphenylarsoniumchlorid.